# Bolobo
Bolobo es un territorio y una ciudad de la provincia de Mai-Ndombe, en la República Democrática del Congo. Bolobo se encuentra a 330 km de la capital, Kinshasa. En  2004 tenía una población estimada de 27.166 habitantes.
La ciudad y el territorio de Bolobo están habitado por dos pueblos, los Bobangi-Nunu, que inmigraron desde el río Ubangi, y los Tende, que son indígenas. 
La región es rica en peces que se consumen en todo el Congo.

## Fauna
El nombre de Bolobo dio, después de la deformación, la palabra Bonobo. Un bonobo (Pan paniscus) es un primate de las familias de los antropoides, es decir, la de los grandes simios. Es una especie prima del chimpancé, endémica de la República Democrática del Congo. A fines de 1920, un ejemplar de esta especie fue enviado al Museo de Tervuren (Bélgica) para ser estudiado.
El bonobo está en peligro crítico de extinción. Para ayudar a salvaguardar la especie la Asociación Paniscus fue fundada en Francia en 2002. El sitio web Paniscus está disponible en: www.pan-paniscus.org .